# Livistona muelleri
Livistona muelleri är en enhjärtbladig växtart som beskrevs av Frederick Manson Bailey. Livistona muelleri ingår i släktet Livistona och familjen Arecaceae. Inga underarter finns listade i Catalogue of Life.